# Mro Jéjé
Mro Jéjé ist ein Fluss auf Anjouan, einer Insel der Komoren in der Straße von Mosambik.

## Geographie
Der Fluss entspringt mit zwei Ursprungsbächen im Gebiet nordwestlich von Koni Djodjo. Die Zweite Quelle liegt näher bei Koni Ngani (⊙, 760 m). Die beiden Bäche verlaufen über eine weite Strecke parallel nach Osten und vereinigen sich nördlich der Anhöhe Toumpi (⊙, 760 m). Beim Eintritt in die Küstenebene durchquert er das Ortsgebiet von Jéjé und mündet dort in die Straße von Mosambik, wo er einen deutlichen Schuttkegel bildet.